# Ска Келер
Франциска (Ска) Мария Келер (на немски: Franziska (Ska) Maria Keller) е немски политик. Членка е на Съюз 90/Зелените. Активистка за правата на мигрантите и защитник на световното културно и природно наследство. В периода 2007 – 2009 г. е председател на Партията на зелените във федерална провинция Бранденбург. От 2009 г. е член на Европейския парламент от Европейската зелена партия. Специализира по въпросите на миграцията и отношенията на ЕС с Турция. Заедно с Жозе Бове възглавява списъка на партията на изборите за Европейски парламент през 2014 г. и е кандидат на зелените за поста Председател на Европейската комисия през април същата година.

## Биография
Родена е на 22 ноември 1981 г. в Губен (в някогашна ГДР). Изучава ислямистика, тюркология и юдаистика в Свободния университет в Берлин, след което продължава образованието си в Истанбул. Омъжена е за финландския активист Маркъс Дрейк(фин.)бълг.. Живее в Брюксел. Освен родния немски, свободно владее английски, френски и испански, а също частично турски и арабски.

## Политическа кариера
От 2002 до 2004 г. е член на младежката организация на Партията на зелените, член на федералното ръководство, от 2005 до 2007 г. е прес-секретар на Федерацията на младите европейски зелени. През 2002 г. влиза в партията Съюз 90/Зелените. През 2005 г. става член на управлението на местната организация на партията в Бранденбург. Едновременно от 2005 до 2009 г. оглавява партийната организация на района Шпре-Найсе. Активно участва в подготовката на местния референдум срещу разработката на нови въглищни кариери в региона. През юни 2009 г. е избрана от квотата на зелените в Европарламента (седмо място в партийния списък). В Европейския парламент участва в работата на Комисията по международна търговия и Комисията по граждански свободи, правосъдие и вътрешни работи, а също в делегациите на съвместните парламентарни комисии на ЕС—Мексико и ЕС—Турция.
През януари 2014 г. заедно с Жозе Бове възглавява списъка на партията на изборите за Европейски парламент през 2014 г..
През май 2014 г. се състои телевизионен дебат във връзка с икономическата криза и емиграцията на пет главни претендента за поста Председател на Еврокомисията – Алексис Ципрас, Ска Келер, Мартин Шулц, Ги Верхофстат и Жан-Клод Юнкер. Най-силна подкрепа предизвиква речта на Ска Келер за критиката ѝ спрямо политиката на банките. Тя е единствената жена кандидат за високия пост, като единствено Зелените провеждат първични избори за да излъчат кандидат, за разлика от останалите кандидати, които партийно се назначават.
Застъпва се срещу унищожаване на обекти от Списъка на световното културно и природно наследство на ЮНЕСКО. В тази връзка е окачествена като „зелен талибан“ от Валери Симеонов по времето, когато е Заместник министър-председател на България. През февруари 2018 г. подкрепя протестите в България в защита на Национален парк Пирин срещу опита на олигархични кръгове да застроят 48% от територията на парка, посредством промяна на плана му за управление. По повод острата реакция на Валери Симеонов за нейната подкрепа на протестите тя казва: „Тези думи са шокиращи и неподходящи за един вицепремиер. Отдавна съм в политиката и никога не съм чувала нищо подобно, нито в рамките на Европейския съюз, нито извън границите му. При демокрацията е важно да уважаваш критичните мнения.... явно хората, които искат да застроят и унищожат уникалната природа в Пирин, ги е страх от протестите.“ Международният съюз за опазване на природата към ЮНЕСКО обявява Пирин за „обект на сериозна загриженост“ поради потенциалното развитие на още ски курорти и свързаното с него изсичане.

## Разисквания в Европейския парламент
- Заплахи за принципите на правовата държава, произтичащи от реформата на съдебната система в Румъния
- Разискване с участието на министър-председателя на Хърватия Андрей Пленкович относно бъдещето на Европа
- Разширяване и укрепване на Шенгенско пространство: България, Румъния и Хърватия
- Работна програма на Комисията за 2018 г.
- Представяне на програмата на Българското председателство на Съвета